# Mercedes-Benz F100
Mercedes-Benz F100 — концепт-кар от компании Mercedes-Benz, представленный на Североамериканском автосалоне в 1991 году. Первая модель в F-серии автомобилей компании.

## История
Mercedes-Benz F100 был представлен на Североамериканском автосалоне в 1991 году как видение компании автомобилей будущего. Целью создания концепт-кара была демонстрация инновационных новшеств в системах управления, безопасности, эргономики, дизайна и комфорта легковых автомобилей.
Модель получила: четырёхтактный шестицилиндровый двигатель объёмом в 2.6 л. с искровым зажиганием, 143 кВт (194 л.с.) мощности, передний привод, 3-ступенчатую автоматическую коробку передач. Ключевыми изменениями во внешнем виде автомобиля стали новые двери, крыша с солнечными батареями (вырабатывавшими около 100 ватт) и ксеноновые фары ближнего света. F100 получил нестандартную компоновку — минивэн вмещал пятерых человек, включая водителя, который сидел посередине, что по задумке инженеров компании обеспечивало наилучший обзор.
Технологические решения, продемонстрированные в автомобиле F100, впоследствии стали применять в серийных моделях Mercedes-Benz.
По состоянию на 2015 год концепт-кар находится в музее Mercedes-Benz.

## Технические новшества
Автомобиль Mercedes-Benz F100 обладал следующими системами и техническими решениями (в скобках указан год, с которого они поступили в серийное производство):
- Адаптивный круиз-контроль (с 1999 года как система Distronic)
- Датчик отслеживания автомобильного трафика: системы Active Blind Spot Assist и Active Lane Keeping Assist (с 2010 в W221 и C216)
- HID ксеноновые лампы ближнего света (с 1995 года в W210)
- Система распознавания голоса, телефон, факс (с 1996 в W140)
- Крыша с солнечной батареей (с 2002 года в Maybach 62)
- Система контроля давления в шинах (с 1999)
- Датчик дождя (с 1995 года)
- Камера заднего вида
- Чип-ключ (с 1998 года на W220)
- Автоматическая регулировка сиденья и рулевого колеса
- Применение оптоволокна для передачи сигналов
- Система предупреждения столкновений (с 2005 года представлена как системы Distronic Plus с Brake Assist Plus)
- Управление телефоном при помощи кнопок на рулевом колесе